# Add-2
Андре́ Д'Жуа́н Дэ́ниэлс (англ. Andre D'Juan Daniels, род. 31 марта 1986, Чикаго, Иллинойс, США), более известный под сценическим псевдонимом Add-2 — американский рэпер, автор-исполнитель. 
Впервые он приобрёл популярность после выхода второго микстейпа «A Tale of Two's City: Volume 2». В 2009 году его сингл «Luxury» был показан на MTV, в топ-5 первокурсников MtvU и на Vh1.
«Luxury» - является частью третьего микстейпа Add-2 "Tale of Two's City Vol. 3: The Rise & Fall". 
Add-2 также работал с обладателем премии Грэмми музыкальным продюсером 9th Wonder вместе с Кендриком Ламаром, The Roots, и Джеральдом Уокером.

## Дискография

### Студийные альбомы
- Prey For the Poor (2015)
- Jim Crow: The Musical (2019)

### Совместные альбомы
- Between Heaven & Hell (с Крисис) (2013)

### Микстейпы
- Tale Of Two's City Vol. 1 (2005)
- Tale Of Two's City Vol. 2: The Return Of The Menace (2007)
- Coast 2 Coast Exclusives Vol. 5 (2008)
- Tale Of Two's City Vol. 3: The Rise & Fall (2009)
- Tale Of Two's City Vol. 4: Better Days (2010)
- One Missed Call (2011)
- Save.Our.Souls (2012)
- More Missed Calls (2013)

## С участием
- 2010: "Ghetto Tekz Runnin' It" DJ Rashad с участием Add-2
- 2013: "Set It Off" Slot-A с участнием Add-2
- 2013: "I Wish Too (PSA)" Бен Официальный с участием Add-2
- 2014: "Wreckin Crew" Диззи Райт с участием Add-2 и епископа Неру .
- 2014: «Обычные дни» Ether Q с участием Add-2 и Майка Козитки.
- 2016: Роман «Мейс Винду» с участием Add-2
- 2016: «Ночная юность» Люциуса П. Громового кота с участием Ransom & Add-2.
- 2017: «В погоне за успехом» K Noble с участием Add-2
- 2017: «Победа» Беннета Салли с участием Add-2 и Defcee
- 2018: «Живи и учись» Дж. Р. Миллера с участием Add-2 [11]